# Peter Francis Tague

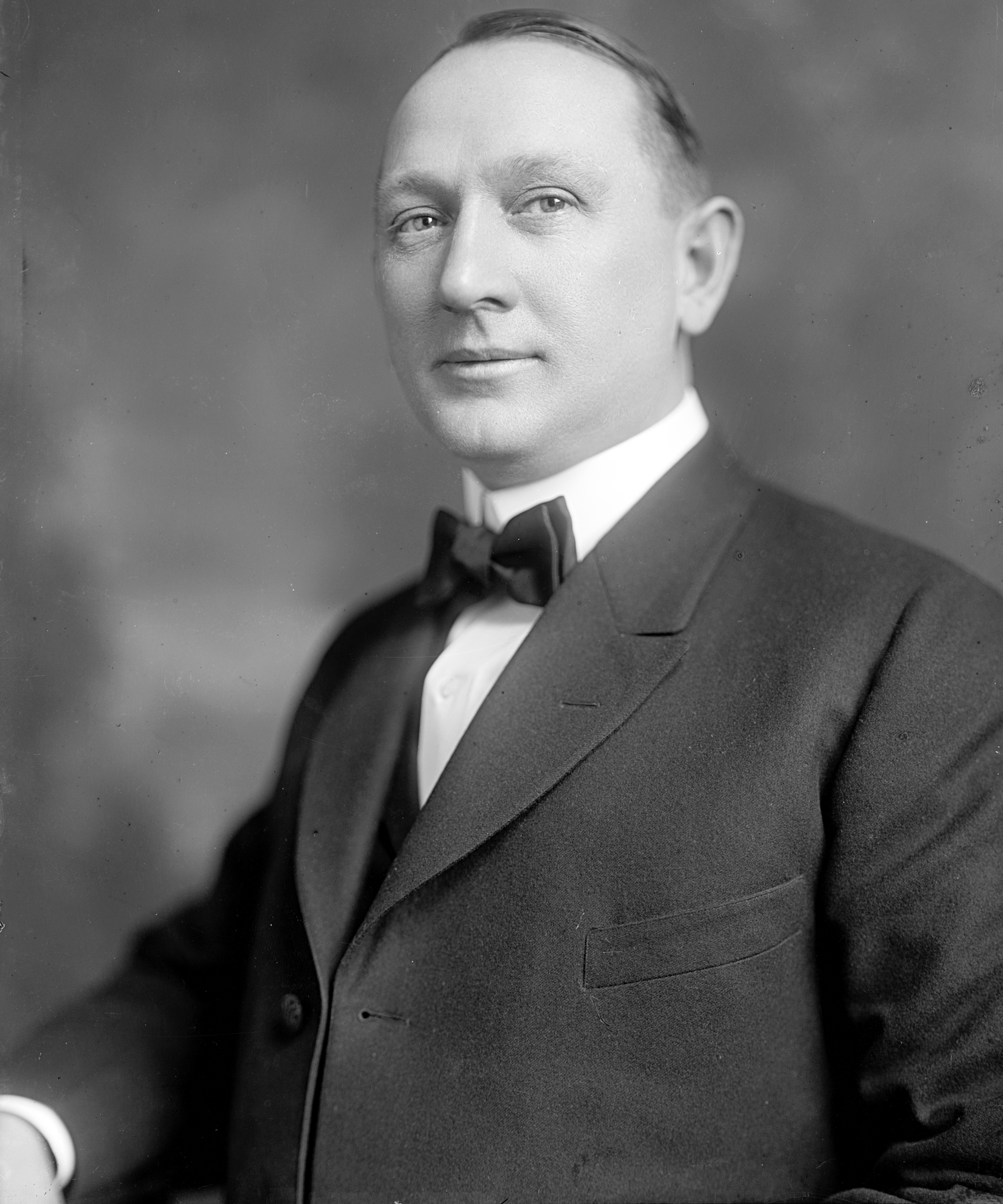
Peter Francis Tague

Peter Francis Tague (* 4. Juni 1871 in Boston, Massachusetts; † 17. September 1941 ebenda) war ein US-amerikanischer Politiker. Zwischen 1915 und 1925 vertrat er zweimal den Bundesstaat Massachusetts im US-Repräsentantenhaus.

## Werdegang
Peter Tague besuchte die öffentlichen Schulen seiner Heimat. Danach arbeitete er unter anderem im Handel für Schmiedebedarfsartikel. Später stellte er Chemikalien her. Gleichzeitig schlug er als Mitglied der Demokratischen Partei eine politische Laufbahn ein. In den Jahren 1894 und 1896 saß er im Stadtrat von Boston. Zwischen 1897 und 1898 sowie nochmals von 1913 bis 1914 war er Abgeordneter im Repräsentantenhaus von Massachusetts. In den Jahren 1899 und 1900 gehörte er dem Staatssenat an.
Bei den Kongresswahlen des Jahres 1914 wurde Tague im zehnten Wahlbezirk von Massachusetts in das US-Repräsentantenhaus in Washington, D.C. gewählt, wo er am 4. März 1915 die Nachfolge von William Francis Murray antrat. Nach zwei Wiederwahlen konnte er bis zum 3. März 1919 zwei Legislaturperioden im Kongress absolvieren. In diese Zeit fiel der Erste Weltkrieg. Im Jahr 1918 verlor er in der Primary gegen John F. Fitzgerald, trat aber dennoch als Write-In-Kandidat bei der Wahl an und unterlag nur knapp. Tague legte gegen den Wahlausgang Widerspruch ein. Als diesem stattgegeben wurde, konnte er am 23. Oktober 1919 seinen vormaligen Sitz im Kongress wieder einnehmen. Nach zwei Wiederwahlen konnte er bis zum 3. März 1925 im Repräsentantenhaus verbleiben. Im Jahr 1920 wurde mit dem 19. Verfassungszusatz das Frauenwahlrecht bundesweit eingeführt. 1924 wurde Peter Tague nicht wiedergewählt.
Nach dem Ende seiner Zeit im US-Repräsentantenhaus stellte er wieder Chemikalien her. Im Jahr 1930 war er Vorsitzender der Wahlkommission von Boston. Seit 1936 leitete er die dortige Postbehörde. Er starb am 17. September 1941 in Boston.